# Jason Segel
Jason Jordan Segel (ur. 18 stycznia 1980 w Los Angeles) – amerykański aktor, lalkarz, muzyk i scenarzysta telewizyjny i filmowy. Znany m.in. ze współpracy z producentem Juddem Apatow.

## Życiorys

### Wczesne lata
Urodził się w Los Angeles w Kalifornii jako syn Jillian (z domu Jordan) i Alvina Segela, prawnika. Jego ojciec był pochodzenia żydowskiego, a matka miała korzenie angielskie, irlandzkie, szkockie i francuskie. Wychowywał się w Pacific Palisades ze starszym bratem Adamem. W katolickiej szkole średniej Harvard-Westlake School odnosił sukcesy z drużyną koszykową. Uczęszczał na lekcje gry na fortepianie i występował w lokalnym teatrze Palisades Playhouse.

### Kariera
W wieku osiemnastu lat trafił na duży ekran w trzech komediach − Szalona impreza (Can't Hardly Wait, 1998) z Jennifer Love Hewitt i Lauren Ambrose, Trup w akademiku (Dead Man on Campus, 1998) z Alyson Hannigan i Punki z Salt Lake City (SLC Punk!, 1998) z Matthew Lillardem i Annabeth Gish. Stał się najlepiej znany z sitcomu Judd Apatow/NBC Luzaki i kujony (Freaks and Geeks, 1999–2000), gdzie wystąpił jako chudy balangowicz, marzący o sławie perkusisty rockowego, tak jak jego idol John Bonham z zespołu Led Zeppelin. W serialu FOX Studenciaki (Undeclared, 2001–2002) pojawił się w roli studenta pierwszego roku.
Zapadł w pamięci telewidzów dzięki kreacji Marshalla Eriksena w sitcomie CBS Jak poznałem waszą matkę (How I Met Your Mother, od 2005). Zagrał także w czarnej komedii 11:14 (2003) u boku Patricka Swayze i Hilary Swank, serialu CBS CSI: Kryminalne zagadki Las Vegas (2004–2005), serialu AXN Agentka o stu twarzach (Alias, 2005) oraz komedii romantycznej Wpadka (Knocked Up, 2007) z Sethem Rogenem i Katherine Heigl. W komedii Chłopaki też płaczą (Forgetting Sarah Marshall, 2008) wcielił się w postać nieszczęsnego Petera Brettera, którego dziewczyna (Kristen Bell) porzuca dla słynnego rockmana (Russell Brand). W 2011 zagrał w filmach: Muppety (The Muppets) i Zła kobieta (Bad Teacher).

## Życie prywatne
Spotykał się z Lindą Cardellini (od marca 2001 do stycznia 2007), Drew Barrymore (w listopadzie 2008), Chloë Sevigny (w lutym 2009), Michelle Ryan (w czerwcu 2009), Michelle Trachtenberg (w sierpniu 2009), Lindsay Lohan (w grudniu 2009), Michelle Williams (od lutego 2012 do lutego 2013) i Bojaną Novakovic (od maja 2013 do 2014). Od grudnia 2014 związany jest z Alexis Mixter. Od 2023 związany jest z Kayle Radomski.

## Filmografia

### Filmy
- 1998: Punki z Salt Lake City (SLC Punk!) jako Mike
- 1998: Trup w akademiku (Dead Man on Campus) jako Kyle
- 1998: Szalona impreza (Can't Hardly Wait) jako Matt, Watermelon chłopak
- 1999: New Jersey Turnpikes
- 2001: Północne Hollywood (North Hollywood, TV)
- 2002: Luzacy (Slackers) jako Sam
- 2003: Certainly Not a Fairytale jako Leo
- 2003: 11:14 jako Leon
- 2004: LolliLove jako Jason
- 2005: The Good Humor Man jako Smelly Bob
- 2007: Wpadka (Knocked Up) jako Jason
- 2006: Bye Bye Benjamin jako Theodore Everest
- 2008: Chłopaki też płaczą (Forgetting Sarah Marshall) jako Peter Bretter (także scenariusz)
- 2009: Stary, kocham cię (I Love You, Man) jako Sydney Fife
- 2010: Podróże Guliwera (Gulliver's Travels) jako Horacy
- 2010: Idol z piekła rodem (Get Him to the Greek) – producent
- 2011: Jeff wraca do domu jako Jeff
- 2011: Zła kobieta (Bad Teacher) jako Russell Gettis
- 2011: Muppety (The Muppets) jako Gary (także scenariusz i producent)
- 2014: Sextaśma (Sex tape) jako Jay
- 2014: 40 lat minęło jako Jason
- 2015: Koniec trasy (The End of the Tour) jako David Foster Wallace
- 2017: Odkrycie (The Discovery) jako Will Harbor

### Seriale TV
- 1999–2000: Luzaki i kujony (Freaks and Geeks) jako Nick Andopolis
- 2001–2002: Studenciaki (Undeclared) jako Eric
- 2004: Harry Green i Eugene (Harry Green and Eugene) jako Eugene Green
- 2004: CSI: Kryminalne zagadki Las Vegas jako Neil Jansen
- 2005: CSI: Kryminalne zagadki Las Vegas jako Neil Jansen
- 2005: Agentka o stu twarzach (Alias) jako Sam Hauser
- 2005–2014: Jak poznałem waszą matkę (How I Met Your Mother) jako Marshall Eriksen